# Victoria Feodora Reuß, jongere linie

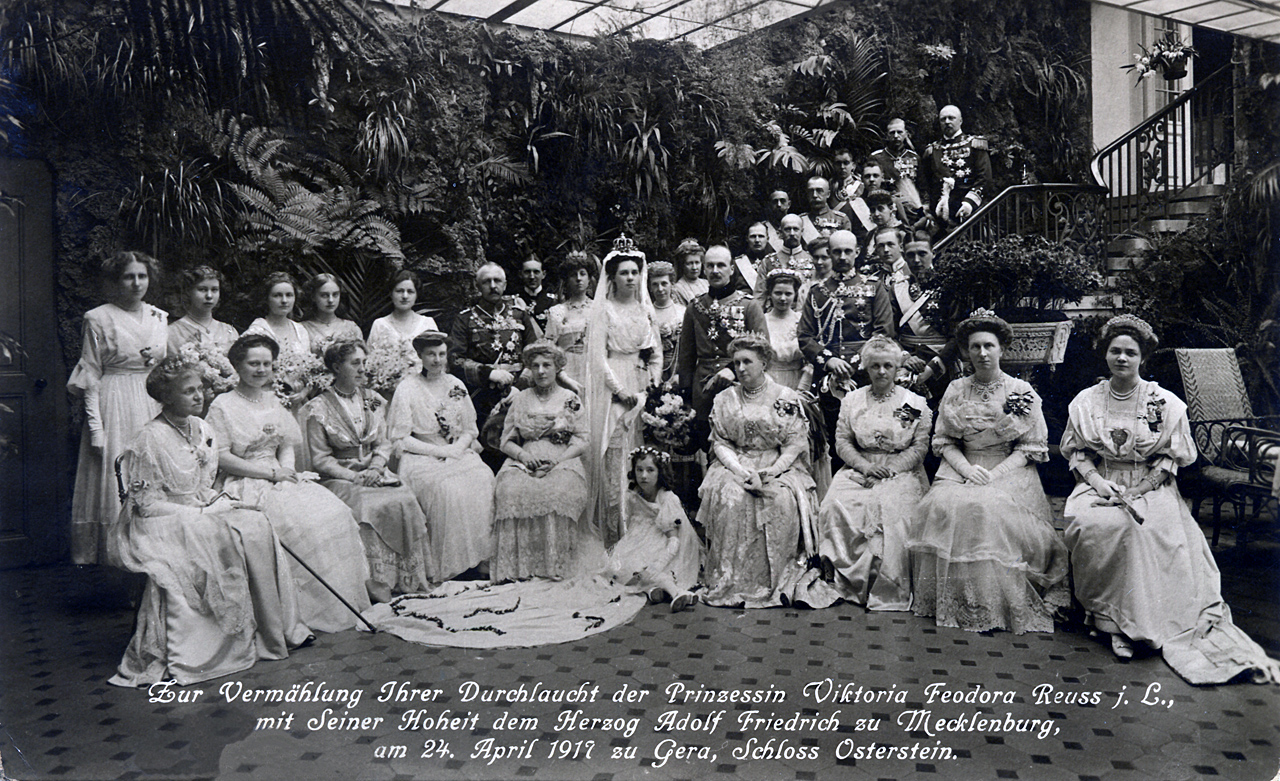
Huwelijk prinses Feodora en prins Adolf Frederik

Victoria Feodora Reuß, jongere linie (Potsdam, 21 april 1889 - Rostock, 18 december 1918) was een prinses uit het Huis Reuß, jongere linie.
Zij was het oudste kind van vorst Hendrik XXVII en Elise zu Hohenlohe-Langenburg. 
Op 24 april 1917 trad ze in het huwelijk met Adolf Frederik van Mecklenburg, een oudere broer van de Nederlandse prins-gemaal Hendrik van Mecklenburg-Schwerin. Zij werd aldus de schoonzuster van koningin Wilhelmina. Het paar kreeg één dochter:
- Woizlawa-Feodora (1918-2019)

Daags na de geboorte van hun kind overleed Victoria Feodora.